# Hounslow Wonder (manzana)
Hounslow Wonder es una  variedad cultivar de manzano (Malus domestica).
Es una variedad de manzana híbrido procedente del cruce como Parental-Madre 'Dumelow's Seedling' polinizado por variedad Desconocida. Criado por el vivero Spooner de Hounslow, Middlesex, Inglaterra. Fue reconocido y descrito en 1910 cuando también recibió un Premio al Mérito de la Royal Horticultural Society. Las frutas tienen una pulpa fina, firme y crujiente con un sabor ácido.

## Historia
'Hounslow Wonder' es una variedad de manzana híbrido procedente del cruce como Parental-Madre 'Dumelow's Seedling' polinizado por variedad Parental-Padre Desconocido. Criado por el vivero Spooner de Hounslow, Middlesex, Inglaterra., Inglaterra (Reino Unido. Fue reconocido y descrito en 1910 cuando también recibió un Premio al Mérito de la Royal Horticultural Society.
'Hounslow Wonder' se cultiva en la National Fruit Collection con el número de accesión: 1941-030 y Accession name: Hounslow Wonder.

## Características
'Hounslow Wonder' tiene un tiempo de floración que comienza a partir del 4 de mayo con el 10% de floración, para el 10 de mayo tiene una floración completa (80%), y para el 17 de mayo tiene un 90% de caída de pétalos.
'Hounslow Wonder' tiene una talla de fruto de medio a grande; forma redondeada, y a veces, redondeados y aplanados con lados angulares, altura 54.00mm, y anchura 68.50mm; con nervaduras medias; epidermis brillante y dura, con color de fondo amarillo, importancia del sobre color medio, con color del sobre color rojo, con sobre color patrón rayas / chapa, presentando chapa de lavado rojo y marcado con rayas rotas en la cara expuesta al sol, "russeting" (pardeamiento áspero superficial que presentan algunas variedades) muy bajo; cáliz de tamaño grande y abierto, colocado en una cuenca moderadamente profunda y ancha, ligeramente estriada y rodeada por una corona nudosa; pedúnculo es muy corto y de grosor medio, colocado en una cavidad poco profunda y ancha que presenta "russeting"; carne de color blanca, de grano fino y firme, crujiente, afilado.
Su tiempo de recogida de cosecha se inicia a mediados de septiembre. Se conserva bien durante más de tres meses en una habitación fresca manteniendo su sabor de forma segura, con un sabor ácido.

## Usos
Es una buena manzana para cocinar o para hacer jugo. Al cocinar, la manzana se reduce a un puré que se puede agregar a pasteles, tartas o se puede usar como chutney. La manzana produce un sabor fuerte pero ligeramente dulce cuando se cocina y es mejor utilizarla cuando se madura al final de la temporada.

## Ploidismo
Diploide, parcialmente autofértil. Mejora su producción cuando se fertiliza con polen de Grupo de polinización: C, Día 10.